# الإمبراطور هوي الهاني
الامبراطور هان هوي كان ولي عهد وامبراطور الصين.

## حياته
الامبراطور هان هوي من مواليد سنه 209 قبل الميلاد, مات سنه 187 قبل الميلاد.